# Apollophanes Soter
Apollophanes Soter, död 25 f.Kr., var en indogrekisk monark. Han tillhörde Euthydemiddynastin, och var regerande monark av en indogrekisk monarki i Punjab mellan 35 f.Kr. och 25 f.Kr.